# Estranhos (2009)
 Estranhos é um filme brasileiro de 2009, do gênero drama, dirigido por Paulo Alcântara e com roteiro baseado no romance Extraños, de Santiago Roncagliolo, adaptado para o cinema brasileiro por Carla Guimarães.

## Sinopse
Um músico de rua, uma ex-prostitura e seu marido ciumento, dois ladrões, duas crianças e uma professora. Todos estranhos, todos no mesmo lugar. 

## Elenco
- Jackson Costa .... Luis
- Cyria Coentro .... Amparo
- Caco Monteiro .... Valmir
- Nelito Reis .... Geraldão
- Ângelo Flávio .... Tonho
- Mariana Muniz .... Flor
- Agnaldo Lopes .... Rubens
- Tom Carneiro .... Gaspar
- Jussara Mathias .... Das Dores
- Luiz Pepeu .... Pai de Neuzinha
- Tânia Toko .... Dona Zézé
- Joilson Nunes .... Pai de Antônio Fagundes
- Heduen Muniz .... Antônio Fagundes
- Larissa Libório .... Neuzinha

## Principais prêmios e indicações
- Cine PE - Festival do Audiovisual 2009 (Pernambuco) - Vencedor por Melhor Trilha Sonora - Composta por André Moraes[1]
- 34ª Mostra Internacional de São Paulo 2010 (São Paulo)
- 32º Festival do Novo Cinema Latinoamericano de Havana 2010 (Cuba)